# Stefan Hensch
Stefan Hensch (* 25. Juni 1978 in Siegburg bei Bonn) ist ein deutscher Autor.

## Leben
Stefan Hensch verfasste schon in seiner Kindheit erste Geschichten. Nach dem Abitur absolvierte er seinen Zivildienst und studierte Philosophie in Wien. Heute arbeitet er für eine PR-Agentur und lebt mit seiner Frau und seinem Sohn in Hennef.
Seine ersten professionellen Erfahrungen als Autor machte er als Co-Autor für die Science-Fiction-E-Book-Serie Die Raumflotte von Axarabor der Edition Bärenklau und Cassiopeia Press. Gemeinsam mit Wilfried A. Hary verfasste Hensch die Alternativwelt-Serie Sezessionskrieg 2.0. Seit 2019 schreibt er für die Dark-Fantasy-Heftromanserie Professor Zamorra von Bastei Lübbe und verfasste auch Beiträge für die ebenfalls dort erscheinende Science-Fiction-Serie Maddrax.

## Werke (Auswahl)

### Die Raumflotte von Axarabor
- 2018: Die Raumflotte von Axarabor 33: Jungfernflug in das Grauen, Uksak E-Books
- 2018: Die Raumflotte von Axarabor 40: Der Krieg der Falken, Uksak E-Books
- 2018: Die Raumflotte von Axarabor 42: Befreier der Sklaven, Uksak E-Books
- 2018: Die Raumflotte von Axarabor 50: Das größte Übel, Uksak E-Books
- 2018: Die Raumflotte von Axarabor 51: Die gefallene Kolonie, Uksak E-Books
- 2018: Die Raumflotte von Axarabor 55: Fehler im System, Uksak E-Books
- 2019: Die Raumflotte von Axarabor: 58: Krieg um die Kristalle, Uksak E-Books
- 2019: Die Raumflotte von Axarabor 63: Auftrag im Netaris System, Uksak E-Books
- 2019: Die Raumflotte von Axarabor 67: Entscheidung im Netaris System, Uksak E-Books
- 2019: Die Raumflotte von Axarabor 70: Im Reich der Drakkar, Uksak E-Books
- 2019: Die Raumflotte von Axarabor 100: Die Absolute Leere, Edition Bärenklau. Oberkrämer. ISBN 978-3-7485-5353-3.

### Sezessionskrieg 2.0
- 2019: SEZESSIONSKRIEG 2.0 01: Als Washington brannte, Uksak E-Books
- 2019: SEZESSIONSKRIEG 2.0 03: Massaker in Gainesville, Uksak E-Books
- 2019: SEZESSIONSKRIEG 2.0 04: Der Nebel des Krieges, Uksak E-Books
- 2019: SEZESSIONSKRIEG 2.0 05: Als Rezo vom Himmel fiel, Uksak E-Books
- 2019: SEZESSIONSKRIEG 2.0 06: Holly Pond -Weiche Ziele, Uksak E-Books
- 2019: SEZESSIONSKRIEG 2.0 07: Rotes Gambit, Uksak E-Books
- 2020: SEZESSIONSKRIEG 2.0: Die gesamte Serie. Sieben Bände in einem Band. Der Roman-Kiosk, München, ISBN 978-3-7502-8847-8

### Alienwächter
(Quelle: )
- 2019: Alienwächter 01: Operation Sundowner, Uksak E-Books
- 2019: Alienwächter 02: Die Stunde der Neophythen, Uksak E-Books
- 2019: Alienwächter 03: Projekt Morpheus, Uksak E-Books
- 2020: Alienwächter: Kompendium 1: 5 Romane in einem Band!, Der Roman-Kiosk., München, ISBN 978-3-7502-7402-0

### Heftromane

#### Professor Zamorra
- #1177: Bestien aus dem Subraum, Bastei Verlag 2019
- #1179: Der Teufel aus der Falsche, Bastei, 2019
- #1265: Der Dämon und seine Hexe, Bastei, 2022
- #1275: Katakomben des Schreckens, Bastei, 2023
- #1279: Zug des Grauens, Bastei, 2023
- #1280: Der Mann aus dem Westen, Bastei, 2023
- #1292: Der Mentalparasit, Bastei, 2023
- #1303: Gestrandet, Bastei, 2024
- #1311: Der knöcherne Tomahawk, Bastei, 2024
- #1326: Black Goo - Schwärze des Grauens, Bastei 2025
- #1331: Circus Obscura, Bastei 2025
- #1335: Ein wahrer Held, Bastei 2025

#### Maddrax
- #521: Kurs ins Verderben, Bastei, 2020
- #530: Kalte Krieger, Bastei, 2020
- #535: Im Rausch der Sinne, Bastei, 2020
- #542: Auf Blut gebaut, Bastei, 2020
- #561: Kampf um die Wolkenstadt, Bastei, 2021
- #568: Das dunkle Herz, Bastei, 2021
- #573: Die schlafende Stadt, Bastei, 2022
- #580: Fern der Erde, Bastei, 2022

### Essays
- Der große Fritz in: Professor Zamorra: #1270, Bastei, 2023

### Fortsetzungsromane

#### Cullen
- 2020: Cullen 01: Der Ausbruch, Super-Pulp: Das phantastische Magazin für Pulp-Thriller, Horror und Science-Fiction, Ausgabe 4, Blitz-Verlag
- 2020: Cullen 02: Die Schutzzone, Super-Pulp: Das phantastische Magazin für Pulp-Thriller, Horror und Science-Fiction, Ausgabe 5, Blitz-Verlag
- 2020: Cullen 03: Der Kollaps, Super-Pulp: Das phantastische Magazin für Pulp-Thriller, Horror und Science-Fiction, Ausgabe 8, Blitz-Verlag
- 2021: Cullen 04: Der Rückzug, Super-Pulp: Das phantastische Magazin für Pulp-Thriller, Horror und Science-Fiction, Ausgabe 9, Blitz-Verlag
- 2021: Cullen 05: Todesfalle Kalifornien, Super-Pulp: Das phantastische Magazin für Pulp-Thriller, Horror und Science-Fiction, Ausgabe 10, Blitz-Verlag
- 2021: Cullen 06: Agonie, Super-Pulp: Das phantastische Magazin für Pulp-Thriller, Horror und Science-Fiction, Ausgabe 12, Blitz-Verlag
- 2021: Cullen 07: Schöne neue Welt, Super-Pulp: Das phantastische Magazin für Pulp-Thriller, Horror und Science-Fiction, Ausgabe 13, Blitz-Verlag
- 2022: Cullen 08: Transformation u. Cullen 09: Lockruf der Verdammten, Super-Pulp: Das phantastische Magazin für Pulp-Thriller, Horror und Science-Fiction, Ausgabe 15, Blitz-Verlag
- 2022: Cullen 10: Reset: Super-Pulp: Das phantastische Magazin für Pulp-Thriller, Horror und Science-Fiction, Ausgabe 16, Blitz-Verlag

#### Drake
- 2020 Drake 01: Die heilige Hure, Super-Pulp: Das phantastische Magazin für Pulp-Thriller, Horror und Science-Fiction, Ausgabe 3, Blitz-Verlag
- 2020 Drake 02: Die Sache mit dem Range Rover, Super-Pulp: Das phantastische Magazin für Pulp-Thriller, Horror und Science-Fiction, Ausgabe 6, Blitz-Verlag

### Dr. Richard Mohr
- Dr. Richard Mohr und der Fall der Hypochonderin. Edition Bärenklau 2018

### Übersetzungen
- Wells, H.G.: Die Argonauten der Zeit, Independently published ISBN 979-8-7110-8218-7